# جرو هوليداي
جرو هوليداي (بالإنجليزية: Jrue Holiday)‏ مواليد 12 يونيو 1990، هو لاعب كرة سلة أمريكي يلعب مع فريق نيو أورلينز بيليكانز في الرابطة الوطنية لكرة السلة ويحمل الرقم 11. يبلغ طوله 6 قدم 4 بوصة (1.9 م).

## فرق لعب لها
- فيلادلفيا سفنتي سيكسرز
- نيو أورلينز بيليكانز

## روابط خارجية
- جرو هوليداي على موقع إن بي أي (الإنجليزية)
- جرو هوليداي على موقع سبورتس رفرنس (الإنجليزية)
- جرو هوليداي على موقع كرة السلة الأوروبية.كوم (الإنجليزية)
- جرو هوليداي على موقع إي إس بي إن.كوم (الإنجليزية)
- جرو هوليداي على موقع كلية كرة السلة في سبورتس رفرنس.كوم (الإنجليزية)
- جرو هوليداي على موقع ريلجم (الإنجليزية)
- جرو هوليداي على موقع بروبوليرز (الإنجليزية)
- جرو هوليداي على موقع اللجنة الأولمبية الدولية (الإنجليزية)
- جرو هوليداي على موقع أوليمبيديا (الإنجليزية)
- جرو هوليداي على موقع اللجنة الأولمبية والبارالمبية الأمريكية (الإنجليزية)